# Hasarius
Hasarius är ett släkte av spindlar som beskrevs av Simon 1871. Hasarius ingår i familjen hoppspindlar.

## Dottertaxa tillHasarius, i alfabetisk ordning[1][2]
- Hasarius adansoni
- Hasarius albocircumdatus
- Hasarius arcigerus
- Hasarius bellicosus
- Hasarius berlandi
- Hasarius biprocessiger
- Hasarius bisetatus
- Hasarius cheliceroides
- Hasarius egaenus
- Hasarius elisabethae
- Hasarius glaucus
- Hasarius inhebes
- Hasarius inhonestus
- Hasarius insignis
- Hasarius insularis
- Hasarius kjellerupi
- Hasarius kulczynskii
- Hasarius mahensis
- Hasarius mulciber
- Hasarius obscurus
- Hasarius pauciaculeis
- Hasarius peckhami
- Hasarius roeweri
- Hasarius rufociliatus
- Hasarius rusticus
- Hasarius scylax
- Hasarius sobarus
- Hasarius sulfuratus
- Hasarius testaceus
- Hasarius trivialis
- Hasarius validus
- Hasarius workmani